# Bernat Umbert
Bernat Umbert   ( - 1111) fou bisbe de Girona. Era fill d'Umbert de Sesagudes, nascut en el si d'una família noble amb importants possessions a la franja costanera del bisbat, entre Pals i Lloret de Mar. Va fer de mitjancer al concili de Nimes (1096) entre l'abat de Santa Maria de Ripoll i Berenguer Sunifred de Lluçà, bisbe de Vic i arquebisbe de Tarragona. El 1100 va consagrar la canònica de Vilabertran a la que aportà constitucions. Entre el 1097-1101 hi celebrà diversos concilis a Girona.